# Mohamed Al Shamsi
Mohamed Hasan Khalifa Mohamed Al Shamsi, noto semplicemente come Mohamed Al Shamsi (in arabo خليفة مبارك‎?; 4 gennaio 1997), è un calciatore emiratino, portiere dell'Al-Wahda e della nazionale emiratina.